# کیم یوشین
کیم یوشین (۵۹۵ – ۱۸ اوت ۶۷۳) یکی از ژنرال‌های پادشاهی شیلا در سده  ۷ میلادی بود که توانست نقش مهمی در یکپارچگی سه پادشاهی کره در زمان حکومت پادشاه موییل و پادشاه مونمو ایفا کند. او و پسر دومش کیم وونسول با یکدیگر نقش مهمی را در دفاع از شیلا در برابر تانگ ایفا نمودند .

## سال‌های اولیه زندگی
کیم یوشین پسر ژنرال کیم سوهیون (دومین پسر ژنرال کیم موریوک) و بانپ مانمیونگ بود که دختر کیم سوخه‌جونگ (کره‌ای: 김숙흘종; هانجا: 金肅訖宗) که برادر کوچکتر پادشاه جین‌هونگ بود. او در شهرستان مانو (کره‌ای: 만노군; هانجا: 萬弩郡 به دنیا آمد؛ شهرستان جینچئون امروزی) در سال ۵۹۵، تنها در ۱۵ سالگی به یک جنگجوی هوارانگ تبدیل شد و در سن ۱۸ سالگی یک شمشیرباز ماهر و یک گوکسون (کره‌ای: 국선; هانجا: 國仙 ; رهبر هوارنگ). در سن ۳۴ سالگی (در سال ۶۲۹) به او فرماندهی کامل نیروهای مسلح شیلا داده شد. سه سال بعد، دخترخاله کیم یوشین، شاهدخت دوکمان، ملکه سوندوک شد و کیم یوشین را به عنوان فرمانده کل ارتش سلطنتی حفظ کرد. در زمان سلطنت ملکه سوندوک (۶۳۲–۶۴۷)، کیم یوشین دارای ده هزار سرباز خصوصی بود، در نبردهای زیادی علیه بکجه پیروز شد و به یکی از قدرتمندترین مردان شیلا تبدیل شد.

## دستاوردهای نظامی

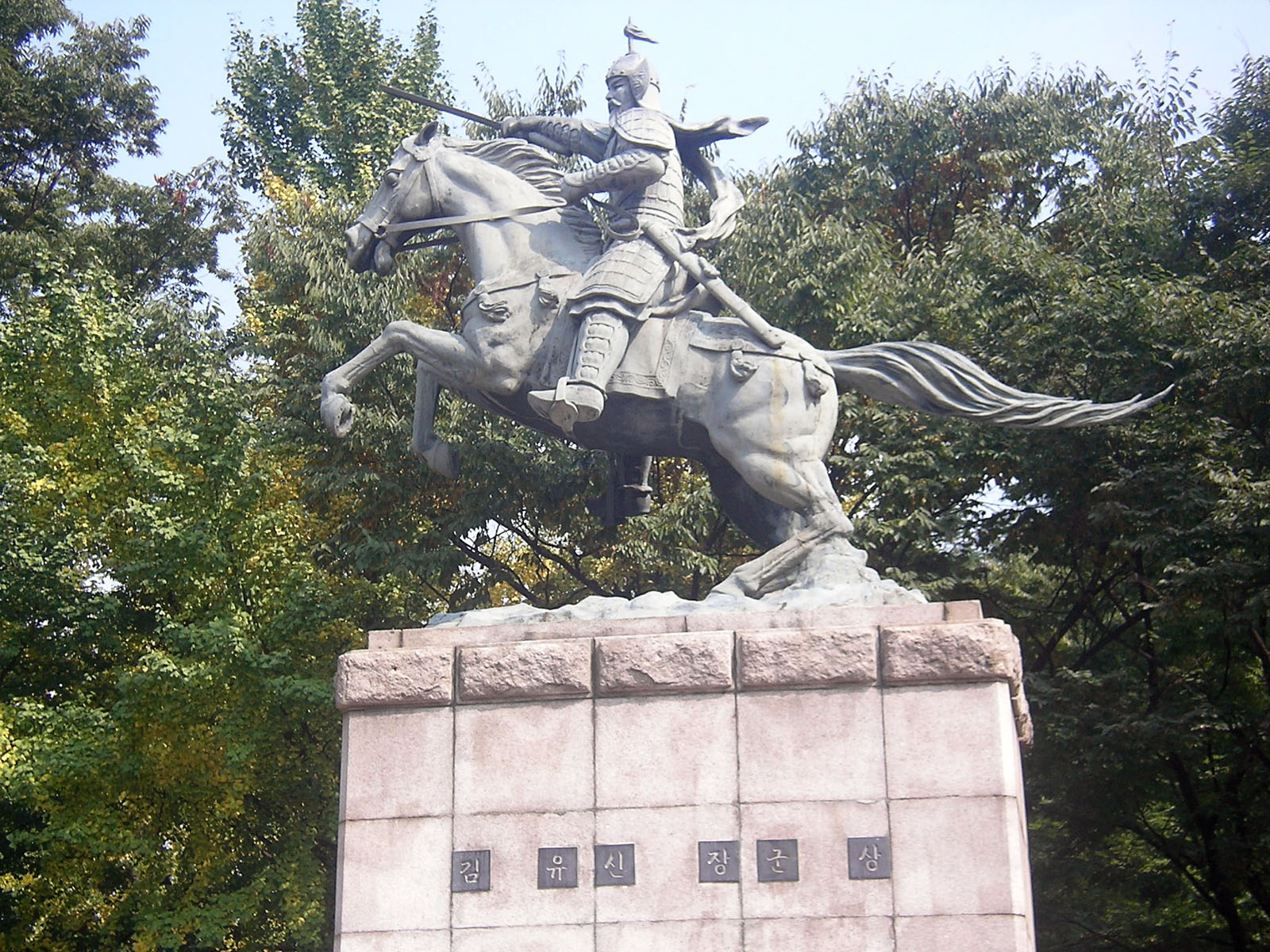
مجسمه او در پارک نمسان، سئول، کره جنوبی

اعتقاد بر این است که اولین درگیری نظامی کیم یوشین در فرماندهی در حدود سال ۶۲۹ پس از میلاد اتفاق افتاد و از طریق آن او به سرعت توانایی‌های خود را به عنوان یک جنگجو به اثبات رساند. شیلا با همسایه غربی خود، بکجه، بر سر قلمرو درگیر یک مبارزه دائمی بود. که برای هر دو طرف سود و زیان وجود داشت و مبارزه سالها ادامه داشت.
در این دوره بود که یوشین درجات نظامی را طی کرد و به مقام ژنرال رسید و به یک فرمانده میدانی ماهر تبدیل شد.
بکجه و شیلا برای مقابله با قدرت گوگوریو و نیاتش برای گسترش قلمرو به سمت جنوب، اتحاد تشکیل داده بودند و با هم حمله موفقیت‌آمیزی به آن انجام دادند، شیلا قلمرو شمالی و بکجه در جنوب رودخانه هان را تصرف کرد. اما شیلا اتحاد را شکست و به بکجه حمله کرد تا هر دو قلمرو را برای خود تصرف کند. پس از این خیانت، بکجه با گوگوریو متحد شد. هنگامی که گوگوریو و بکجه در سال ۶۵۵ به شیلا حمله کردند، شیلا برای نبرد با مهاجمان به چین (دودمان تانگ) پیوست. اگرچه مشخص نیست کیم یوشین چه زمانی برای اولین بار ژنرال شد، او مطمئناً در این زمان فرماندهی نیروهای شیلا را بر عهده داشت. سرانجام یوشین با کمک یک ارتش ۵۰٫۰۰۰ نفری شیلا و حدود ۱۳۰٫۰۰۰ نفری نیروی تانگ در سال ۶۶۰ در نبرد هوانگسانبول به پایتخت بکجه، سابی سونگ حمله کرد.
فرماندهی مدافعان بکجه را ژنرال گی‌بک بر عهده داشت، اما نیروهای بکجه فقط از حدود ۵٫۰۰۰ نفر تشکیل شده بودند و با جنگجویان یوشین که تعداد آنها حدود ده برابر بود، قابل مقایسه نبودند. بکجه که قبلاً مشکلات سیاسی داخلی را تجربه کرده بود، فرو ریخت. نیروهای شیلایی کیم یوشین و متحدان تانگ آنها اکنون از دو جهت بر روی گوگوریو حرکت کردند و در سال ۶۶۱ به پادشاهی تسخیر ناپذیر گوگوریو حمله کردند، اما دفع شدند. هرچند این حمله گوگوریو را ضعیف کرده بود. در سال ۶۶۷ حمله دیگری آغاز شد که در سال ۶۶۸ سرانجام گوگوریو سقوط کرد.
شیلا هنوز مجبور بود کانون‌های مختلف مقاومت را تسخیر کند، اما تلاش‌های آن‌ها پس از آن متمرکز شد تا اطمینان حاصل شود که متحدان تانگ‌شان در شبه‌جزیره اقامت بیش از حد نخواهند کرد. پس از چند درگیری دشوار، شیلا سرانجام نیروهای تانگ را بیرون کرد و شبه جزیره را تحت حاکمیت خود متحد کرد.

## افسانه‌ها
افسانه‌های زیادی در مورد کیم یوشین وجود دارد. یکی از افسانه‌ها می‌گوید که زمانی به کیم دستور داده شد که ارتش شورشی را تحت سلطه خود درآورده و سرکوب کند، اما سربازانش از جنگیدن خودداری کردند زیرا ستاره‌ای بزرگ از آسمان سقوط کرده بودند و این را به فال بد گرفتند. ژنرال برای بازیابی اعتماد سربازانش، از یک بادبادک بزرگ برای حمل یک توپ آتشین به آسمان استفاده کرد. سربازان با دیدن بازگشت ستاره به بهشت، گرد هم آمدند و شورشیان را شکست دادند. افسانه‌های دیگر به این موضوع اشاره می‌کنند که چگونه ژنرال کیم از بادبادک‌ها به‌عنوان وسیله‌ای برای ارتباط بین نیروهایش استفاده می‌کرد، زمانی که آنها بین جزایر و سرزمین اصلی تقسیم شده بودند.

## سال‌های پایانی
کیم یوشین در طول زندگی خود احساس می‌کرد که بکجه، گوگوریو و شیلا نباید کشورهای جداگانه باشند، بلکه باید به عنوان یک واحد متحد شوند. او به عنوان نیروی محرکه اتحاد شبه‌جزیره کره در نظر گرفته می‌شود و مشهورترین ژنرال در جنگ‌های اتحاد سه پادشاهی کره است.

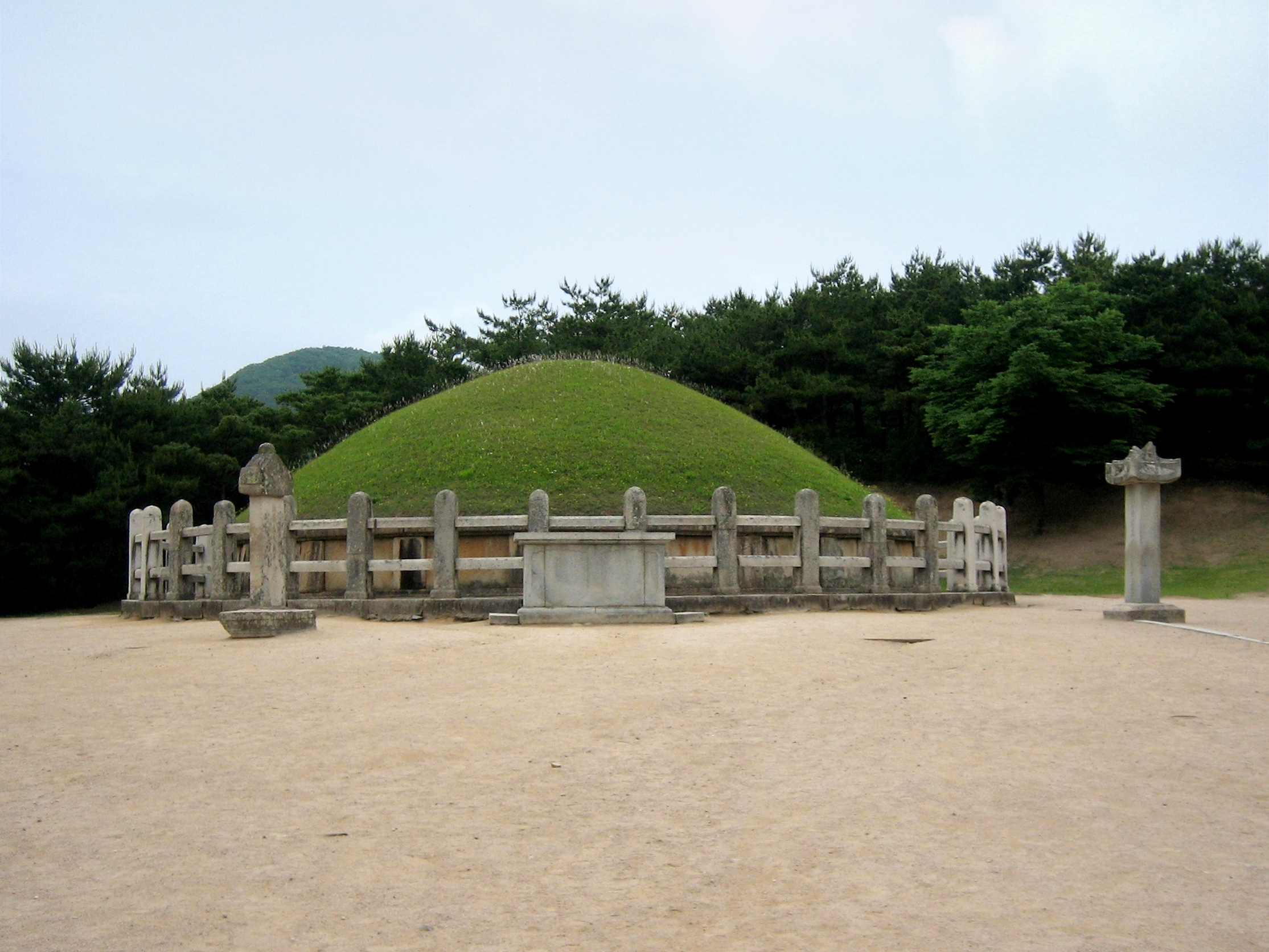
آرامگاه ژنرال کیم یوشین در گیونگجو.

کیم یوشین به خاطر تلاش‌هایش در لشکرکشی‌های کشورگشایی پاداش زیادی دریافت کرد. در سال ۶۶۸ ، پادشاه مونمو لقب افتخاری ته‌ده‌گاکگان (هانگول :태대각간 Hanja :太大角干). بنا بر گزارش‌ها، دهکده‌ای با بیش از ۵۰۰ خانوار به او داده شد و در سال ۶۶۹ حدود ۱۴۲ مزرعه اسب جداگانه به او داده شد که در سراسر پادشاهی پراکنده شده بودند. او چهار سال بعد درگذشت و ده فرزند از خود به جای گذاشت.
کیم یو سین تا ۷۹ سالگی زندگی کرد و به عنوان یکی از مشهورترین ژنرال‌ها و استادان شمشیرهای کره‌ای در تاریخ کره شناخته می‌شود!. او کانون داستان‌ها و افسانه‌های متعددی است و برای اکثر کره‌ای‌ها از سنین پایین آشناست. ژنرال کیم پس از مرگش در ۱۸ اوت (اولین روز از هفتمین ماه قمری) ۶۷۳ عنوان افتخاری پادشاه هیونگمو را دریافت کرد و در دامنه کوه سونگوا به خاک سپرده شد.

## میراث
به گفته سامگوک ساگی، کیم یوشین از نوادگان شائوهائو بود.
میراث نهایی او اولین اتحاد ملت کره است. یکی از ده فرزند او، پسر دومش کیم وون سول، در زمان سلطنت پادشاه مونمو ژنرال شد و در شیلای متحد نقش مهمی بود.
جینچئون گیلسانگسا زیارتگاهی است که به پرتره او در جینچئون-ایوپ، جینچئون-گان، چونگ چئونگبوک-دو اختصاص یافته‌است.

## خانواده

### اجداد
|  |                        |  |  |  |  |  |  |  |  |  |  |  |  |  |  |  |
|  | گیئومجی گئومگوان گایا  |  |  |  |  |  |  |  |  |  |  |  |  |  |  |  |
|  |                        |  |  |  |  |  |  |  |  |  |  |  |  |  |  |  |
|  |                        |  |  |  |  |  |  |  |  |  |  |  |  |  |  |  |
|  | گوهیئونگ گئومگوان گایا |  |  |  |  |  |  |  |  |  |  |  |  |  |  |  |
|  |                        |  |  |  |  |  |  |  |  |  |  |  |  |  |  |  |
|  |                        |  |  |  |  |  |  |  |  |  |  |  |  |  |  |  |
|  | ملکه سوک               |  |  |  |  |  |  |  |  |  |  |  |  |  |  |  |
|  |                        |  |  |  |  |  |  |  |  |  |  |  |  |  |  |  |
|  |                        |  |  |  |  |  |  |  |  |  |  |  |  |  |  |  |
|  | کیم موریئوک            |  |  |  |  |  |  |  |  |  |  |  |  |  |  |  |
|  |                        |  |  |  |  |  |  |  |  |  |  |  |  |  |  |  |
|  |                        |  |  |  |  |  |  |  |  |  |  |  |  |  |  |  |
|  | سویجیل بونجیل          |  |  |  |  |  |  |  |  |  |  |  |  |  |  |  |
|  |                        |  |  |  |  |  |  |  |  |  |  |  |  |  |  |  |
|  |                        |  |  |  |  |  |  |  |  |  |  |  |  |  |  |  |
|  | ملکه گیهوا             |  |  |  |  |  |  |  |  |  |  |  |  |  |  |  |
|  |                        |  |  |  |  |  |  |  |  |  |  |  |  |  |  |  |
|  |                        |  |  |  |  |  |  |  |  |  |  |  |  |  |  |  |
|  | کیم سئوهیئون           |  |  |  |  |  |  |  |  |  |  |  |  |  |  |  |
|  |                        |  |  |  |  |  |  |  |  |  |  |  |  |  |  |  |
|  |                        |  |  |  |  |  |  |  |  |  |  |  |  |  |  |  |
|  | کیم یوشین              |  |  |  |  |  |  |  |  |  |  |  |  |  |  |  |
|  |                        |  |  |  |  |  |  |  |  |  |  |  |  |  |  |  |
|  |                        |  |  |  |  |  |  |  |  |  |  |  |  |  |  |  |
|  | بانو مانمیئونگ         |  |  |  |  |  |  |  |  |  |  |  |  |  |  |  |
|  |                        |  |  |  |  |  |  |  |  |  |  |  |  |  |  |  |
|  |                        |  |  |  |  |  |  |  |  |  |  |  |  |  |  |  |

### همسران و فرزندان
- همسر سوم: بانو جیسو فرزند کیم چونچو
- فرزندان کیم یوشین: کیم وون‌سول وکیم سام گوان

## فرهنگ عامه
- توسط یون سونگ وون، لی جونگ سو و لی دیوید در سریال تلویزیونی ۲۰۰۶–۲۰۰۷ اس‌بی‌اس، یون گه‌سومون (مجموعه تلویزیونی) به تصویر کشیده شد.
- اوم ته وونگ و لی هیون وو در سریال تلویزیونی ملکه سوندوک (مجموعه تلویزیونی) در سال ۲۰۰۹ از ام‌بی‌سی به تصویر کشیده شدند.
- توسط پارک سونگ وونگ در سریال تلویزیونی سرنوشت یک مبارز ۲۰۱۱ از شبکه MBC به تصویر کشیده شد.
- با بازی کیم یو سوک و نو یانگ هاک در مجموعه تلویزیونی رؤیای فرمانروای بزرگ ۲۰۱۲–۲۰۱۳ از کی‌بی‌اس ۱.
- در یک بازی نقش‌آفرینی برخط چندنفره گسترده (MMORPG) کره‌ای به عنوان یک شخصیت مزدور قابل بازی هوارنگ از آتلانتیکا آنلاین ظاهر شد.
- به تصویر کشیده شده توسط جانگ ته وونگ در سریال تلویزیونی Chronicles of Korea از KBS ۲۰۱۷.